# Чилийский испанский

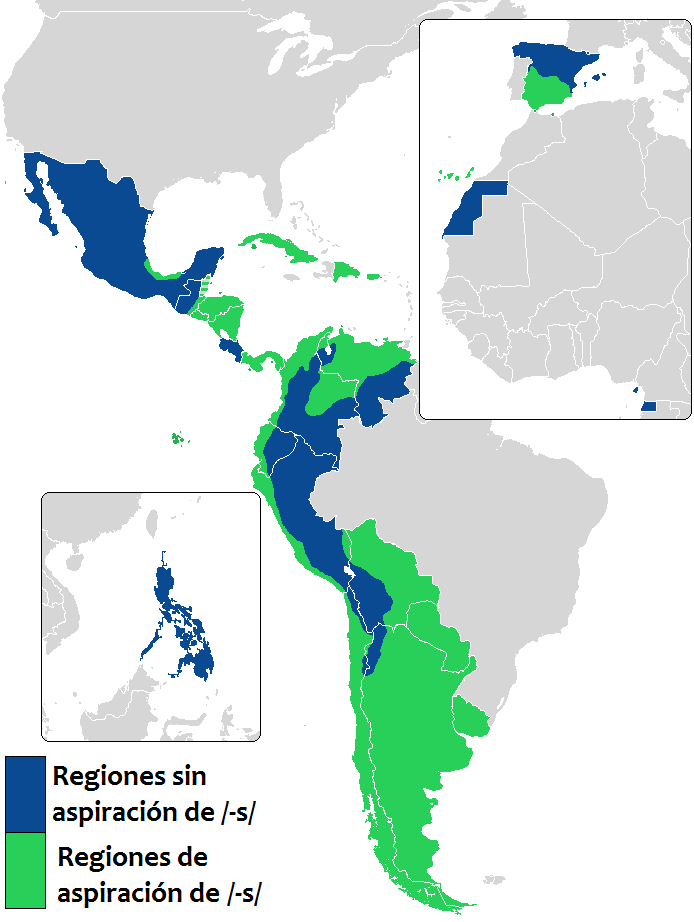
В испаноязычной Америке Чили выделяется сильной аспирацией и выпадением конечной -s.

Чилийский испанский (исп. Español chileno) — национальный вариант испанского языка в Чили, отражающий нормы центрального говора Сантьяго. При этом в некоторых окраинных регионах страны сохраняются и отличные от национальной нормы диалекты (андский испанский на крайнем севере и чилотский испанский на крайнем юге). Нормы чилийского испанского обычно употребляют около 17 миллионов жителей республики, а также около 1 миллиона человек, представляющих чилийскую диаспору. Чилийский испанский отличается аспирацией и/или выпадением конечной -s (дебуккализация), выпадением интервокальной и конечной -d, наличием йеизма; своеобразием интонационного рисунка и глагольной парадигмы, в которой преобладает вербальное восео при сохранении tú в качестве подлежащего. Сохранение tú произошло во многом благодаря деятельности Андресa Бельо (бывший ректор Чилийского университета), который объявил восео войну.

## Чилийское восео
| Тип | −ar     | −er  | −ir |
| --- | ------- | ---- | --- |
| Восео I типа (Классическое или этимологическое восео) | −áis    | −éis | −ís |
| Восео II типа (Усечённое; чилийское без -s) | −ái(s)* | −ís  | −ís |
| Восео III типа (Классическое аргентинское восео, полностью усечённое)                                                                                        | −ás     | −és  | −ís |
| Восео IV типа (Смешанное, переходное, компромиссное, исключительно прономинальное)                                                                           | −ás     | −és  | −és |
| * В Чили конечные «s» в окончании -áis полностью утрачены в речи носителей. В результате, фактическая реализация принимает формы «pensái», «querái», и т. д. |         |      |     |